# Ophiolimna antarctica
Ophiolimna antarctica är en ormstjärneart som först beskrevs av George Richard Lyman 1879.  Ophiolimna antarctica ingår i släktet Ophiolimna och familjen knotterormstjärnor. Inga underarter finns listade i Catalogue of Life.